# Géry
Géry és un municipi francès situat al departament del Mosa i a la regió del Gran Est. L'any 2007 tenia 44 habitants.

## Demografia

### Població
El 2007 la població de fet de Géry era de 44 persones. Hi havia 16 famílies, de les quals 3 eren unipersonals (3 homes vivint sols), 3 parelles sense fills i 10 parelles amb fills.
La població ha evolucionat segons el següent gràfic:
Habitants censats

### Habitatges
El 2007 hi havia 21 habitatges, 16 eren l'habitatge principal de la família, 5 eren segones residències i 1 estava desocupat. Tots els 21 habitatges eren cases. Dels 16 habitatges principals, 15 estaven ocupats pels seus propietaris i 1 estava llogat i ocupat pels llogaters; 2 tenien dues cambres, 2 en tenien tres, 2 en tenien quatre i 9 en tenien cinc o més. 14 habitatges disposaven pel capbaix d'una plaça de pàrquing. A 6 habitatges hi havia un automòbil i a 10 n'hi havia dos o més.

### Piràmide de població
La piràmide de població per edats i sexe el 2009 era:
| Homes | Edats   | Dones |
| ----- | ------- | ----- |
| 0     | 95 o +  | 0     |
| 0     | 90 a 94 | 0     |
| 0     | 85 a 89 | 0     |
| 0     | 80 a 84 | 0     |
| 4     | 75 a 79 | 0     |
| 0     | 70 a 74 | 4     |
| 4     | 65 a 69 | 0     |
| 0     | 60 a 64 | 4     |
| 4     | 55 a 59 | 0     |
| 0     | 50 a 54 | 0     |
| 4     | 45 a 49 | 4     |
| 0     | 40 a 44 | 0     |
| 8     | 35 a 39 | 0     |
| 0     | 30 a 34 | 4     |
| 0     | 25 a 29 | 8     |
| 4     | 20 a 24 | 0     |
| 0     | 15 a 19 | 0     |
| 4     | 10 a 14 | 4     |
| 8     | 5 a 9   | 0     |
| 4     | 0 a 4   | 4     |

## Economia
El 2007 la població en edat de treballar era de 30 persones, 22 eren actives i 8 eren inactives. De les 22 persones actives 21 estaven ocupades (11 homes i 10 dones) i 2 estaven aturades (2 homes). De les 8 persones inactives 1 estava jubilada, 2 estaven estudiant i 5 estaven classificades com a «altres inactius».

## Poblacions més properes
El següent diagrama mostra les poblacions més properes.